# شهرستان هیل (مونتانا)
شهرستان هیل، مونتانا (به انگلیسی: Hill County, Montana) یک شهرستان در آمریکا در ایالات متحده آمریکا است که در ایالت مونتانا واقع شده‌است.

## خصوصیات
شهرستان هیل ۷٬۵۵۲٫۴۵ کیلومترمربع مساحت دارد.